# Battlefield: Bad Company 2
Battlefield: Bad Company 2 è un videogioco di tipo sparatutto in prima persona, sviluppato da DICE e pubblicato da Electronic Arts nel marzo 2010. Come gli altri titoli della serie, il gioco tratta il tema della guerra, ambientata nel presente.
A differenza del predecessore, uscito solamente per PlayStation 3 e Xbox 360, questo capitolo è disponibile anche per Microsoft Windows.

## Trama
Il 6 ottobre 1944, durante l'ultima fase della Guerra del Pacifico, un gruppo di commando statunitensi si infiltra in un'isola controllata dalla marina imperiale giapponese nel mare del Giappone. La squadra, dopo lo sbarco, recupera uno scienziato giapponese disertore che stava lavorando ad un'arma segreta, dal nome in codice "Aurora". Durante tutta la missione vengono uditi inquietanti rombi scuotere l'isola. Il gruppo si impadronisce di un sottomarino per tentare la fuga, ma una volta allontanatosi dalla costa, dall'isola parte un enorme lampo che genera un'onda anomala che investe il sottomarino, facendolo affondare ed uccidendo tutti gli occupanti. L'operazione viene giudicata un fallimento e tenuta nascosta dai vertici statunitensi. Persino nel presente, tale missione viene giudicata una leggenda nota con il nome di "Operazione Aurora".
Oggi la "Bad Company", squadra di pessimi elementi composta dai soldati Preston Marlowe, Terrence Sweetwater, George Gordon Haggard ed il sergente Samuel Redford, sta combattendo dietro le linee nemiche in Siberia, nel tentativo di assassinare un ufficiale nemico, chiamato Kirilenko, e recuperare un dispositivo tenuto dai russi che nel frattempo avevano conquistato il mondo eccetto Africa e Stati Uniti. Dopo una difficoltosa fuga ed essere riusciti solo a recuperare l'oggetto, in quella che consideravano la loro ultima missione di servizio, i soldati del gruppo scoprono che il dispositivo che hanno recuperato è un falso.
Il generale Braidwood ha bisogno di loro, e così li arruola nella "Divisione Attività Speciali", inviandoli subito in una missione che consiste nell'impedire ai russi di mettere a punto il dispositivo ed utilizzarlo.
La squadra viaggia in Bolivia in cerca di un agente della CIA di nome Aguire. Dopo molti scontri a fuoco con una milizia paramilitare locale, riescono a trovare e mettere in salvo Aguire. Ma questi chiede loro di recuperare dei dati di intelligence da un satellite francese, che può essere controllato da una base collocata sulla catena delle Ande. Sweetwater fa schiantare il satellite e la squadra si dirige e verso il punto d'impatto, riuscendo a resistere ad un contrattacco russo intenzionato a distruggere i relitti del satellite. Marlowe recupera la scatola nera e dopo aver disceso la montagna rischiando di rimanere congelato viene recuperato dalla squadra.
Durante l'estrazione, Aguire spiega alla squadra la storia dell'Operazione Aurora e dell'arma inizialmente posseduta dai giapponesi. Spiega che essa, una volta attivata, dà luogo a potentissimi impulsi elettromagnetici, che potrebbero potenzialmente lasciare gli Stati Uniti nel buio totale senza elettricità e nell'assenza di comunicazione e protezione tecnologica, permettendo un attacco da parte dei russi. Aguire aggiunge infine che l'uomo responsabile della ricostruzione dell'arma è Arkady Kirelenko, il colonnello dell'esercito russo che la squadra doveva eliminare in Siberia.
Kirelenko viene creduto nascosto in Cile. Marlowe e la squadra vengono supportati da dei corazzati e da truppe delle forze USA nel trovare Kirelenko. Dopo vari scontri a fuoco riescono a trovarlo, ma approfittando di un'esplosione Kirelenko riesce a sottrarsi a loro. L'unico indizio che rimane alla squadra è una polizza di carico di una nave abbandonata chiamata "Sangre de Toro", che il colonnello teneva in mano. Aiutato dal resto della squadra, Marlowe raggiunge le coordinate, trova il relitto della nave in mezzo al deserto di Atacama ed in esso un contenitore contenente un composto essenziale all'uso dell'arma ed un diario nel quale è annotata la verità sull'operazione Aurora.
Nel raggiungere Aguire in Colombia, l'elicottero della squadra viene gravemente danneggiato ed i 4 componenti si paracadutano e vengono separati. Dopo essersi riuniti e aver trovato il pilota dell'elicottero Flynn riescono a scappare dalla milizia locale a bordo dell'elicottero che gli stessi miliziani avevano riparato. Quando si incontrano con Aguire, Marlowe gli consegna il composto, ma poi si viene a sapere con un colpo di scena che Aguire ha in realtà ingannato la squadra alleandosi con Kirilenko. Egli vuole vendetta per quello che il governo degli Stati Uniti ha fatto a suo padre, Wyatt, uno dei commando che persero la vita nell'operazione Aurora, dopo aver scoperto che gli alti vertici militari americani sapevano dell'arma e che li stavano mandando a morire. Nonostante l'alleanza con Kirilenko, il russo tradisce Aguire e lo uccide rubandogli la pistola e sparandogli all'addome. Flynn in quel momento interviene con l'elicottero e salva il resto della squadra, ma un RPG lanciato da uno degli uomini di Kirelenko colpisce il suo elicottero uccidendolo con grande dolore di Haggard.
Dopo essere sfuggiti ad un attacco di mortai in una città, Marlowe e la squadra trovano un grande aereo da carico, un Antonov An-124 (su cui Haggard poi spiega le informazioni sul suo successore l'An-225), che si crede contenga l'Aurora. Questo viene immediatamente confermato quando l'arma rilascia un potente impulso elettromagnetico, che distrugge tutto l'equipaggiamento elettronico nella città e disattiva tutti i veicoli militari. La squadra riesce ad infiltrarsi sull'aereo poco prima che questo decolli. Una volta entrato nell'area di carico, il gruppo trova Kirilenko, che tenta nuovamente di attivare l'Aurora, mentre il volo è a circa 130 chilometri dal Texas. La squadra decide quindi di far saltare il portello di accesso alla stanza dell'Aurora.
I combattimenti a bordo del velivolo, e la distruzione dell'Aurora danneggiano l'aereo, che inizia a precipitare. La squadra si getta fuori ma Kirelenko tenta di prendere l'ultimo paracadute a mezz'aria. In caduta libera Marlowe uccide Kirelenko con una pistola prima di prendere il paracadute da Sweetwater. Il gruppo riesce ad atterrare e si raggruppa in Texas dietro l'aereo ormai distrutto. Poco dopo, il generale Braidwood li informa che devono aiutare l'esercito statunitense a difendersi da un'invasione russa in arrivo, proveniente dall'Alaska, con ovviamente il disappunto della squadra.

## Modalità di gioco
Nel gioco sono presenti numerose armi in dotazione agli eserciti di tutto il mondo.
In multiplayer vi è una scelta tra quattro classi diverse, dotate di differenti abilità: Assalto, Medico, Geniere e Cecchino.
Le armi variano in caratteristiche, potenza e precisione a seconda della classe selezionata.
Le armi si possono cambiare attraverso casse posizionate sul campo di battaglia (dopo la prima missione in poi ci saranno, ma all'ultima missione non ci saranno). Inoltre, nell'ultima missione, è presente un'arma esclusiva in 2 versioni (non saranno presenti nelle casse).

### Mezzi
Battlefield: Bad Company 2 mette a disposizione, sia nella modalità giocatore singolo che nella modalità multiplayer, una vasta scelta di veicoli d'aria, di mare e di terra.
Sia nella campagna che nell'on-line, sia da pilotare che da distruggere, i mezzi si possono dividere in mezzi leggeri, mezzi corazzati, mezzi navali ed elicotteri.
I mezzi leggeri messi a disposizione dal gioco sono jeep americane (HMMWV), veicoli da trasporto russi (Vodnik), un quad-bike e una dune buggy adatti ad ogni tipo di terreno.
I corazzati includono carri armati pesanti quali il T-90 russo e l'M1 Abrams americano; corazzati leggeri quali il M2/M3 Bradley americano e il BMD-3 Bakhcha russo (del quale è presente anche una versione contraerea).
Nei mezzi navali si trovano moto d'acqua e navi da pattuglia armate di lanciagranate. È stata recentemente aggiunta anche una nave lanciamissili, che non può essere pilotata, per la modalità carneficina.
Gli elicotteri comprendono gli americani
UH-60 Black Hawk e l'AH-64 Apache, i russi Mi-28 e Mi-24. È presente anche il cacciacarri A-10, ma costituisce solo un'animazione non pilotabile. È inoltre presente un elicotterino UAV, forse un americano MQ-8 Fire Scout, pilotato in remoto, ideato per decollare da radure o ponti di unità navali, e, nella versione del gioco, in grado di richiamare attacchi Hellfire, sparare con una mitragliatrice e monitorare il campo da battaglia.
Sono presenti presso i punti strategici anche mitragliatrici pesanti, corazzate o meno, lanciarazzi TOW fissi e contraeree.

### Multigiocatore
La modalità multiplayer di Battlefield: Bad Company 2 prevede cinque diversi tipi di gioco.
- Deathmatch a squadre - In una mappa di medie dimensioni giocano 4 squadre di quattro giocatori ciascuna, vince la prima squadra che raggiunge un certo numero di uccisioni (50).
- Conquista - Le due fazioni si contendono dei punti strategici sulla mappa con l'ausilio di veicoli. Vince la fazione che riesce a tenere il controllo della maggior parte delle basi per più tempo, azzerando il contatore avversario.
- Corsa - Una delle due fazioni attacca e cerca di distruggere innescando esplosivi e/o colpendo con esplosivi delle stazioni di controllo (M-COM) posizionate in punti strategici difesi dall'altra squadra avendo l'ausilio di Elicotteri, UAV, veicoli da trasporto e Carri armati (leggeri e pesanti che siano). Distrutta una coppia di obbiettivi situati nella stessa zona controllata dai difensori, il punto di respawn dei difensori si sposta indietro e quello degli attaccanti avanti lasciando una certa quantità di tempo ai difensori per riorganizzarsi, rimettersi in posizione e cambiando completamente il teatro di combattimento. Gli attaccanti possono tornare in vita un numero limitato di volte, oltre il quale essi perdono la partita. Rianimare un giocatore morto restituirà un punto al contatore e dopo la conquista di una coppia di stazioni M-COM il contatore di morti torna a 100 se le morti sono inferiori a 25, 75 se superiori a 25. Gli attaccanti vincono se riescono a distruggere tutte le stazioni nemiche.
- Corsa a squadre - Stesse regole della corsa, ma con una squadra di quattro uomini per fazione. Le squadre sono formate da 4 persone ciascuna, con mappe di dimensioni ridotte ed una stazione M-COM per base da attaccare; c'è assenza di veicoli ed il limite di morti per gli attaccanti ridotto a 20.
- Modalità Fanatico - Punti vita di ogni giocatore e corazza dei veicoli ridotta, l'interfaccia HUD è del tutto disabilitata. Questa variante può essere applicata a tutte le modalità precedentemente descritte.

## Doppiaggio
| Personaggio         | Doppiatore originale | Doppiatore italiano |
| ------------------- | -------------------- | ------------------- |
| Peston Marlowe      | David Menkin         | Ruggero Andreozzi   |
| Terrence Sweetwater | Richard Lynson       | Alessandro Lussiana |
| George Haggard      | Nigel Whitmey        | Alberto Olivero     |
| Samuel Redford      | Bruce Johnson        | Silvio Pandolfi     |
| Generale Braidwood  | Bill Roberts         | Natale Ciravolo     |
| Flynn               | Eric Loren           | Lorenzo Scattorin   |
| Aguire              | Eric Myers           | Claudio Ridolfo     |
| Faraday             | Eric Loren           | Federico Zanandrea  |
| Owens               | Robert G. Slade      | Marco Benedetti     |
| McKee               | Mikey O'Conners      | Stefano Albertini   |
| Watanabe            | Togo Igawa           | Pino Pirovano       |
| Arkady Kirilenko    | Aleks Mikic          | Leonardo Gajo       |

## Espansioni
È stata pubblicata un'espansione multiplayer ambientata nella guerra in Vietnam. Con 4 nuove mappe e una quinta sbloccabile, nuove 15 armi e sei veicoli tipici del tempo, quest'espansione permette di giocare on-line nelle modalità comuni al multiplayer normale.
Tra i veicoli sono presenti il T-54/55 russo, l'M48 Patton americano e il famoso UH-1 americano, l'elicottero che più immortala la Guerra del Vietnam.
Sono presenti altri DLC come:
- Equipaggiamento completo delle singole classi.
- Divise speciali delle singole classi.
- Modalità carneficina.

## Accoglienza
Nel 2013 IGN pubblica la lista dei 100 migliori sparatutto in prima persona scelti dai suoi esperti, dove risulta al 42º posto.
La rivista Play Generation lo classificò come il secondo migliore titolo sparatutto del 2010.
| Recensione      | Voto |
| --------------- | ---- |
| Art of Gamin    | 9    |
| Babel           | 9    |
| VGNetwork       | 9    |
| CVG             | 9    |
| Cyberludus      | 8.9  |
| superEva        | 9.5  |
| MondoXbox       | 9    |
| Rise of Games   | 9.4  |
| Gamesnation     | 9.4  |
| Gamestar.it     | 9.2  |
| Game            | 8.5  |
| Games.it        | 9    |
| SpazioGames.it  | 9    |
| Multiplayer.it  | 9    |
| Eurogamer       | 8    |
| GamesVillage.it | 9    |
| Gamesurf.it     | 9    |
| Everyeye.it     | 9.5  |